# Sarangman hallae
Sarangman hallae (사랑만 할래?, lett. Voglio solo amare; titolo internazionale Only Love, conosciuto anche come I Just Want to Love) è una serie televisiva sudcoreana trasmessa su SBS dal 2 giugno al 12 dicembre 2014.

## Trama
Kim Tae-yang è un medico e Choi Yoo-ri una produttrice televisiva. Choi Jae-min è il dirigente damerino di una società di abbigliamento e Kim Saet-byul una madre single. Kim Woo-joo è molto più giovane di Hong Mi-rae. Queste tre coppie s'innamorano ed esplorano i temi della differenza d'età, dei legami di sangue, dell'adozione, della ricchezza e della povertà.

## Personaggi

### Personaggi principali
- Kim Tae-yang, interpretato da Seo Ha-joon.
- Choi Yoo-ri, interpretata da Im Se-mi.
- Choi Jae-min, interpretato da Lee Kyu-han.
- Kim Saet-byul, interpretatata da Nam Bo-ra.
- Kim Woo-joo, interpretato da Yoon Jong-hoon.
- Hong Mi-rae, interpretata da Kim Ye-won.

### Personaggi ricorrenti
- Kim Sang-bae, interpretato da Jung Sung-mo.
- Oh Mal-sook, interpretata da Song Ok-sook.
- Yang Yang-soon, interpretata da Yoon So-jung.
- Woo Jeom-soon, interpretata da Jung Hye-sun.
- Kim Soo-ah, interpretata da Han Seo-jin.
- Choi Dong-joon, interpretato da Kil Yong-woo.
- Lee Young-ran, interpretata da Lee Eun-kyung.
- Choi Yoo-bin, interpretato da Lee Hyun-wook.
- Kang Min-ja, interpretata da Seo Woo-rim.
- Choi Myung-joon, interpretato da Noh Young-gook.
- Jung Sook-hee, interpretata da Oh Mi-hee.
- Park Soon-ja, interpretata da Lee Jung-eun.

## Colonna sonora
1. Only Love (사랑만 할래) – 1PS
2. Love... Remember (사랑... 기억) – Kim Yong-jin
3. After Love (사랑 후) – Jo Nam-wook
4. You're My Everything – BEAT WIN

## Riconoscimenti
| Anno | Premio           | Categoria                   | Ricevente    | Risultato       |
| ---- | ---------------- | --------------------------- | ------------ | --------------- |
| 2014 | APAN Star Awards | Miglior attrice di supporto | Song Ok-sook | Candidato/a     |
| 2014 | APAN Star Awards | Miglior nuova attrice       | Nam Bo-ra    | Vincitore/trice |
| 2014 | SBS Drama Awards | Premio nuova stella         | Seo Ha-joon  | Vincitore/trice |
| 2014 | SBS Drama Awards | Premio nuova stella         | Nam Bo-ra    | Vincitore/trice |